# Lena Stoehrfaktor
Lena Stoehrfaktor (* 1984 in Berlin) ist eine deutsche Rapperin, die seit 2005 im Hip-Hop aktiv ist.

## Leben
Ihre Anfänge bestritt Lena Stoehrfaktor als Crewmitglied der Berliner Untergrund-Kombo Conexión Musical. Am 12. Mai 2018 erschien ihr bislang viertes Soloalbum Blei, produziert von ihrem langjährigen musikalischen Wegbegleiter ASI-ES. Darüber hinaus arbeitete sie mit dem Rapper Tapete, der Band Früchte des Zorns sowie mit Guts Pie Earshot zusammen. 2013 gründete sich die Hip-Hop Band Lena Stoehrfaktor & Das Rattenkabinett.
Stoehrfaktors Texte sind system- und gesellschaftskritisch. Nach eigener Aussage hält sie nicht viel von der Musikindustrie und hat sich eigene musikalische Strukturen geschaffen, mit Hilfe derer sie ihre Musik vertreibt. Stoehrfaktor kritisiert in einem Gespräch mit dem Magazin Direkte Aktion die oftmals gewaltsame und ihrer Ansicht nach oberflächliche und belanglose Ebene von Politrap: „Das Problem, dass ich beim politischen Rap in Deutschland sehe, ist, dass sehr wenig Selbstreflexion bei den Künstlern vorhanden ist. Da wird ständig Nazis auf die Fresse gehauen, das System gefickt und Bullen plattgemacht, aber die eigene Rolle im System oder die Resignation im Kampf gegen dieses und sich selbst wird kaum reflektiert bzw. thematisiert.“ In einem Interview mit dem Independent-Musikmagazin Vinyl-Keks berichtete sie anhand ihrer persönlichen Erfahrungen als Rapperin: „Und dann kommen noch so Sachen dazu, dass ich als Frau immer lächeln muss, mir haben öfters Männer gesagt, dass sie Angst vor mir haben, weil ich den gleichen Blick aufsetze wie sie. Das ist Sexismus pur.“
Stoehrfaktor arbeitet seit 2008 als Erzieherin im Mädchenstadtteilladen Reachina von Outreach in Berlin-Neukölln, wo sie verschiedene antisexististisches Rap-Angebote organisierte, unter anderem 2008 das Projekt ReachIna G.S. Mit den teilnehmenden Mädchen wurde in einem Musikstudio in Berlin-Kreuzberg ein Song produziert und aufgenommen. Später erfolgten verschiedene Auftritte, beispielsweise auf dem Myfest in Berlin. Ab 2009 erweiterte sie das Rap-Angebot für (emanzipierte) Jungen.
In ihrem Song Kein Frieden mit der Mitte mit der New Yorker HipHop-Crew Rebel Diaz und Quesel MC thematisiert Stoehrfaktor Rassismus, der aus der Mitte der Gesellschaft kommt und kein Randphänomen darstellt.
Auf ihrer Blei Tour 2018 trat Stoehrfaktor in Deutschland und der Schweiz auf. Auftritte führten sich auch nach Frankreich und Österreich.
Im März 2022 unterstützte Lena Stoehrfaktor die Kampagne Zero Covid. 2025 trat sie für LabournetTV auf.
Stoehrfaktor äußert sich in Interviews kritisch gegenüber dem verbreiteten Sexismus im Deutschrap.

## Rezeption
Laut.de schreibt über Lena Stoehrfaktor, dass sie eine heilsame Singularität in der Deutschrap-Landschaft sei, welche die Alternativität und Untergrund nicht nur als Modeobjekt und Teil einer Ästhetik predigen würde, sondern auch aktiv leben und praktizieren würde.

## Diskografie
- 2009: Nicht warten sich hinten anstellen zu können um hinter etwas zu stehen (LP)
- 2012: Die Angst vor den Gedanken verlieren (LP)
- 2013: Nichts, für niemand und ohne das gewisse Etwas (EP)
- 2014: Outsourced Underground – First Takes Tape (EP)
- 2016: Gott im Himmel, Leichen im Keller (LP)
- 2018 Live im Studio (mit dem Rattenkabinett) (LP)
- 2018: Blei (LP)
- 2022: Essenz (EP)
- 2025: Pretty World (LP)